# Бурденюк-Тарасевич Лариса Антонівна
Лариса Антонівна Бурденюк-Тарасевич (25 червня 1938, Київ — 3 травня 2024, Біла Церква) — українська науковиця-рослинниця, селекціонер, педагог. Доктор сільськогосподарських наук (2001), професор. Почесна громадянка Білої Церкви. Дослідниця зміни спадковості озимої пшениці під впливом радіаційного опромінення в Чорнобильській зоні відчуження, створила понад 30 сортів пшениці м'якої озимої.
Майже 65 років — наукова співробітниця Білоцерківської дослідно-селекційної станції (1960—2024), з яких 26 років — завідувачка лабораторії селекції пшениці. Понад 20 років — професор Білоцерківського національного аграрного університету (2002—2024). Авторка понад 120 наукових робіт, учениця професорів Ольги Коломієць та Андрія Горлача.

## Життєпис
Народилась 25 червня 1938-го року в Києві. Батько — ветеринар, хірург, доктор ветеринарних наук Антон Бурденюк (1910—1986).
У 1950-му році батько очолив кафедру хірургії Білоцерківського сільськогосподарського інституту, тому родина переїхала до Білої Церкви. У 1960-му році агрономічний факультет цього ж інституту закінчила й Лариса Бурденюк.
Під час навчання в інституті займалася в науковому гуртку кафедри ботаніки. Під керівництвом очільника гуртка та завідувача кафедри ботаніки Олександра Табенцького виконала дослідження впливу ростових речовин на цукрові буряки.
З 1960-го року — молодша наукова співробітниця Білоцерківської дослідно-селекційної станції (БДСС) під керівництвом Ольги Коломієць, завдяки якій познайомилася з методикою селекційного процесу.

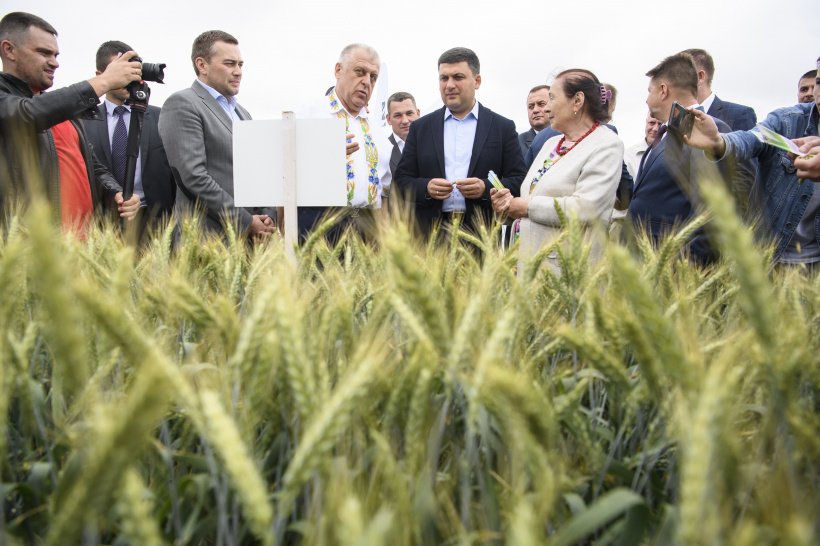
Прем'єр-міністр України Володимир Гройсман під час робочого візиту на Тернопільщину, червень 2018 року; поруч з ним — підприємець, агроном Петро Гадз та Лариса Бурденюк-Тарасевич

У 1966-му році закінчила аспірантуру та здобула науковий ступінь кандидата сільськогосподарських наук, захистивши дисертацію на тему «Влияние условий выращивания и репродукции на урожай и семенные качества гороха», науковий керівник — професор Іван Пушкарьов. В дисертації вперше довела, що сорти зернових культур не вироджуються у результаті самозапилення — цей висновок йшов у розріз з тодішньою теорією Трохима Лисенка.
Після захисту дисертації продовжила працювати у БДСС, у відділі зернових культур. Під керівництвом професора Андрія Горлача розпочала цикл досліджень з селекції озимої пшениці. Після смерті професора Горлача у 1976-му році очолила лабораторію селекції пшениці.
У 2001-му році здобула науковий ступінь доктора сільськогосподарських наук, захистивши дисертацію на тему «Методи селекції сортів озимої м'якої пшениці з підвищеною адаптивністю до умов Лісостепу і Полісся України».
Через рік обійняла посаду професора кафедри генетики, селекції і насінництва сільськогосподарських культур своєї alma mater — Білоцерківського національного аграрного університету (БНАУ). Викладала дисципліни «Селекція і насінництво польових культур», «Насінництво окремих культур», «Інспекторська робота в насінництві».
Була одружена, виховала двох синів. Померла у 85-річному віці 3 травня 2024 року. Похована на Старокиївському (Старому Київському) кладовищі Білої Церкви.

## Наукова діяльність
Авторка понад 120 наукових робіт. Створила понад 30 сортів пшениці м'якої озимої, близько 20 з яких занесені до Державного реєстру сортів рослин, придатних до поширення в Україні. Серед них — «Веселка» (1997), «Білоцерківська напівкарликова» (1999), «Олеся» (2001), «Перлина Лісостепу» (2001), «Елегія» (2003), «Легенда білоцерківська», «Відрада», «Зорепад білоцерківський» тощо.
Членкиня Українського товариства генетиків і селекціонерів імені М. І. Вавилова, редакційної колегії часопису «Новітні агротехнології». Членкиня спеціалізованих вчених рад з захисту дисертацій у БНАУ та в Інституті біоенергетичних культур і цукрових буряків НААН України. Наукова керівниця та консультантка низки докторів та кандидатів наук.
Після Чорнобильської катастрофи розпочала дослідження зміни спадковості озимої пшениці під впливом радіаційного опромінення в Чорнобильській зоні відчуження. Створила понад три тисячі радіомутантів, кращі з яких використовувалися вихідним матеріалом для селекції. У співпраці з науковцями Ібарацького університету (Японія) відкрила у гексаплоїдній пшениці генетичну спадковість мутації третьої квіткової луски false glume.

## Науковий доробок (частковий)
- Влияние условий выращивания и репродукции на урожай и семенные качества гороха: диссертация кандидата сельскохозяйственных наук : 06.00.00. — Белая Церковь, 1966. — 221 с. : ил.
- Бурденюк-Тарасевич Л. А., Батуревич О. А. Використання агротехнічних прийомів як методу оцінки селекційного матеріалу озимої пшениці./ Л. А. Бурденюк-Тарасевич, О. А. Батуревич // Збірник наукових праць Уманського державного аграрного університету. Біологічні науки і проблеми рослинництва. — Умань, 2003.- С. 337—341;
- Бурденюк-Тарасевич Л. А. Наслідки дії на спадковість озимої пшениці радіаційного опромінення, спричиненого аварією на Чорнобильській АЕС. Селекція і насінництво / Л. А. Бурденюк-Тарасевич // Міжвідомчий тематичний науковий збірник. — Харків, 2003. — № 87. — С. 23-35;
- Бурденюк-Тарасевич Л. А. Селекція інтенсивних сортів озимої м'якої пшениці з підвищеною зимостійкістю для умов Лісостепу та Полісся України / Л. А. Бурденюк-Тарасевич // Збірник наукових праць Селекційно-генетичного інституту ― національного центру насіннєзнавства та сортовивчення. — Одеса, 2003. — вип. 4(44). — С. 48-55;
- Бурденюк-Тарасевич Л. А. Результати використання чорнобильських радіомутантів озимої пшениці як джерела цінних властивостей при гібридизації / Л. А. Бурденюк-Тарасевич // Збірник наукових праць. — Київ: ІЦБ УААН, 2004.- вип. 7. — С. 27-38;
- Бурденюк-Тарасевич Л. А. Можливості селекційного використання колекції чорнобильських мутантів озимої пшениці / Бурденюк-Тарасевич Л. А. // Зб. наукових праць Селекційно-генетичного інституту — національного центру насіннєзнавства та сортовивчення. — Одеса СГІ — НАЦНАІС, 2004. — вип. 6 (46). — ч. II. — С. 194—205;
- Бурденюк-Тарасевич Л. А. Утворення системних мутацій озимої пшениці як наслідок радіоактивного опромінення рослин Triticum aestivum L в зоні відчуження Чорнобильської АЕС. / Л. А. Бурденюк-Тарасевич // Фактори експериментальної еволюції організмів. НАНУ, УААН, Укр. тов. генетиків і селекціонерів ім. М. І. Вавилова. Зб. наукових праць. — Київ, Логос. 2006. — т. 3. — С. 339—344;
- Бурденюк-Тарасевич Л. А. Результати та перспективи селекції озимої мיякої пшениці на підвищену адаптивність для умов Лісостепу і Полісся України / Л. А. Бурденюк-Тарасевич // Науково-Технічний бюлетень Миронівського інституту пшениці ім.. В. М. Ремесла. — Київ: Аграрна Наука, 2007. — вип. 6-7. — С. 48-57;
- Батуревич О. А., Бурденюк-Тарасевич Л. А. Вплив агротехнічних факторів на прояв стійкості до хвороб різних генотипів пшениці м'якої озимої / О. А. Батуревич, Л. А. Бурденюк-Тарасевич // Досягнення і проблеми генетики, селекції та біотехнології: Зб. наук. праць Укр. т-ва генетиків і селекціонерів ім. М. І. Вавілова. — К.: Логос, 2007. — Т. 2. — С. 314—319;
- Бурденюк-Тарасевич Л. А. Главные направления селекции озимой мягкой пшеницы с повышенным адаптивным потенциалом в условиях Лесостепи и Полесья Украины / Бурденюк-Тарасевич Л. А. // Вісник Білоцерківського державного аграрного університету. — Біла Церква, 2008.- вип. 52. — C. 12-18;
- Burdenyuk-Tarasevych L. A. Results of Utilization of Chernobyl Radio Mutant in Breeding Programms of Triticum aestivum L. / L. Burdenyuk-Tarasevych // FAO / JAЕA International Simposium on Induced Mutations in Plants. 12-15 August. 2008. Vienna, Austria. Abstracts. JAЕA International Atomic Energy Agency — FAO — Food and Agriculture Organization. — P. 15;
- Burdenyuk-Tarasevych L. A. Systems mutations revealed in the national collection of Chernobyl mutants of common wheat / L. A. Burdenyuk-Tarasevych, A.V. Zlatska, L.V. Korol, Yu.V.S. Shytikova. // 11-th International Wheat Genetics Symposium 2008 Proceedings, T 3. The University of Sydney. — P. 218;
- Burdenyuk-Tarasevych L. A. Results of Utilization of Chernobyl Radio Mutant in Breeding Programms of Triticum aestivum L. / L. A. Burdenyuk-Tarasevych // Induced Plant mutations in the genomics Era joint FAO / JAЕA Programe nuclear Techniques in Food and Agriculture. Food and Agriculture Organization of the United Nations. — Rome, 2009. — P. 80-82;
- Бурденюк-Тарасевич Л. А. Пшеница: Глубина генетического потенциала. На пике востребованости — новые сорта с высоким уровнем адаптации к условиям среды / Л. А. Бурденюк-Тарасевич // Зерно. — № 4. — 2010. — С. 49-51;
- Бурденюк-Тарасевич Л. А. Мутант. Пшеница и радиация / Л. А. Бурденюк-Тарасевич // Зерно. — № 4. — 2010. — С. 70-74;
- Бурденюк-Тарасевич Л. А. Как пшеница — и какая продержалась зиму / / Л. А. Бурденюк-Тарасевич // Зерно. — № 6 (50). — июнь 2010. — С. 34-36;
- Бурденюк-Тарасевич Л. А. Віддалені наслідки дії хронічного опромінення рослин T. Aestivum L. в зоні відчуження ЧАЕС в 1986—1987 рр. / Л. А. Бурденюк-Тарасевич // Фактори експериментальної еволюції організмів. Зб. наукових праць Укр. т-ва генетиків і селекціонерів ім. М. І. Вавілова. — К.: Логос, 2011. — Т.10. — С.90-95;
- Бурденюк-Тарасевич Л. А. Участь чорнобильського радіомутанта Л147 у створенні сортів пшениці м'якої озимої Ясочка і Либідь / Л. А. Бурденюк-Тарасевич, О. А. Дубова // Індукований мутагенез в селекції рослин. Зб. наукових праць Укр. т-ва генетиків і селекціонерів ім. М. І. Вавілова. — Біла Церква, 2012. — С. 66-74;
- Бурденюк-Тарасевич Л. А. Історичні аспекти та сучасний стан селекції пшениці м'якої озимої на Білоцерківській дослідно-селекційній станції / Л. А. Бурденюк-Тарасевич // Зб. наукових праць Інституту біоенергетичних культур і цукрових буряків НААНУ. — К, 2012. — вип. 13. — С. 47-54;
- Бурденюк-Тарасевич Л. А. Адаптивна система селекції сортів пшениці м'якої озимої. / Л. А. Бурденюк-Тарасевич, О. А. Дубова, В. М. Лисікова // Вісник аграрної науки. — № 3. — березень 2012 р. — С. 38-41;
- Бурденюк-Тарасевич Л. А. Оцінка адаптивної здатності сортів пшениці м'якої озимої в умовах Лісостепу України / Л. А. Бурденюк-Тарасевич, О. А. Дубова, В. С. Хахула // Селекція і насінництво. — Харків, 2012. — Вип. 101. — С. 3-11;
- Бурденюк-Тарасевич Л. А. Использование коллекции чернобыльских радиомутантов в качестве генетических ресурсов для селекции озимой пшеницы / Л. А. Бурденюк-Тарасевич // Досягнення і проблеми генетики, селекції та біотехнології. Зб. Наукових праць Укр т-ва генетики і селекції ім М. І. Вавілова. Присвячено 100-річчю від дня народження Й. А. Рапопорта. — К. Логос, 2012. — Т. 3. — С. 412—417;
- Бурденюк-Тарасевич Л. А. Кущистість пшениці м'якої озимої різного еколого — географічного походження та її зв'язок з елементами продуктивності / Л. А. Бурденюк-Тарасевич, М. В. Лозінський, О. А. Дубова // Агробіологія: збірник наукових праць Білоцерків. Н. А. Ун. — Біла Церква,2013. — Вип. 10(100). — с. 142—147;
- Бурденюк-Тарасевич Л. А., Бузинний М. В. Сорти пшениці м'якої озимої білоцерківської селекції, їх характеристика, апробаційні ознаки та особливості агротехніки / Л. А. Бурденюк-Тарасевич. — Біла Церква, 2013. — 35с;
- Бурденюк-Тарасевич Л. А. Характер успадкування ознак T.Spelta L. Чорнобильськими мутантами пшениці мיякої озимої / Л. А. Бурденюк-Тарасевич // Фактори експериментальної еволюції організмів. Зб. наукових праць Укр. т-ва генетиків і селекціонерів ім. М. І. Вавілова. — К. Логос, 2013. — Т. 13. — С. 135—140;
- Бурденюк-Тарасевич Л. А. Формування довжини головного колосу в ліній озимої пшениці різного еколого-географічного походження / Л. А. Бурденюк-Тарасевич, М. В. Лозінський // Агробіологія: збірник наукових праць Білоцерківського Національного аграрного університету. — Біла Церква, 2013;
- Бурденюк-Тарасевич Л. А., Бузинний М. В. Білоцерківські сорти пшениці м'якої озимої, їх характеристика, апробаційні ознаки та особливості агротехніки / Л. А. Бурденюк-Тарасевич, М. В. Бузинний. — Біла Церква, 2014. — 32с;
- Бурденюк-Тарасевич Л. А. Гарантія стабільних врожаїв. Пшениця м'яка озима білоцерківської селекції / Л. А. Бурденюк-Тарасевич // Насіння України. — № 1. — 2014. — С. 65-71.
- Зернова продуктивність ліній пшениці м'якої озимої отриманих від схрещування батьківських форм різногоеколого-географічного походження / Л. А. Бурденюк-Тарасевич, М. В. Лозінський // Агробіологія. — 2014. — № 1. — С. 11-16.
- Особливості формування довжини стебла у селекційних номерів пшениці озимої залежно від їх генотипів та умов вирощування / Л. А. Бурденюк-Тарасевич, М. В. Лозінський, О. А. Дубова // Агробіологія. — 2015. — № 1. — С. 11-15.
- Принципи підбору пар для гібридизації в селекції озимої пшениці T. aestivum L. на адаптивність до умов довкілля / Л. А. Бурденюк-Тарасевич, М. В. Лозінський // Фактори експериментальної еволюції організмів. — 2015. — Т. 16. — С. 92-96.
- Вплив співвідношення основних елементів мінерального живлення на урожайність різних генотипів пшениці м'якої озимої в контрастні за погодними умовами роки / Л. А. Бурденюк-Тарасевич, М. В. Бузинний // Збірник наукових праць Уманського національного університету садівництва. — 2016. — Вип. 88(1). — С. 288—297.
- Роль агроекологічних умов у реалізації генетичного потенціалу продуктивності сортів озимої пшениці Triticum aestivum L. / Л. А. Бурденюк-Тарасевич, М. В. Бузинний. // Наукові доповіді Національного університету біоресурсів і природокористування України. — 2016. — № 3.
- Типи успадкування кількості зерен з рослини у гібридів F1 і формотворчий процес в гібридних популяціях F2 пшениці м'якої озимої, отриманих від гібридизації різних екотипів / М. В. Лозінський, Л. А. Бурденюк-Тарасевич, О. А. Дубова // Агробіологія. — 2016. — № 2. — С. 45-51.
- Використання генетичної нестабільності чорнобильських мутантів в селекції Triticum aestivum L. на адаптивність / Л. А. Бурденюк-Тарасевич // Фактори експериментальної еволюції організмів. — 2017. — Т. 21. — С. 112—116.
- ПЦР-анализ генов фотопериодической чувствительности у сортов мягкой озимой пшеницы селекции Белоцерковской исследовательско — селекционной станции / В. М. Филимонов, А. А. Бакума, Г. А. Чеботарь, Л. А. Бурденюк-Тарасевич, С. В. Чеботарь // Вісник Українського товариства генетиків і селекціонерів. — 2018. — Т. 16, № 2. — С. 217—226.
- Адаптивність селекційних номерів пшениці м'якої озимої за довжиною другого зверху міжвузля / М. В. Лозінський, Л. А. Бурденюк-Тарасевич, Т. П. Лозінська // Інститут овочівництва і баштанництва НААН, 2021

## Нагороди
- 1958 — премія і грамота Міністерства освіти УРСР на конкурсі студентських робіт — «за дослідження впливу ростових речовин на цукрові буряки»
- 1987 — золота медаль імені М. І. Вавилова
- 1998 — грамота Національної академії аграрних наук України
- 2005 — грамота та диплом Міністерства аграрної політики України
- 2005 — I місце в номінації «Селекціонер року» Міжнародної виставки «Україна зернова — 2005»
- 2008 — грамота Національної академії аграрних наук України
- 2012 — грамота Національної академії аграрних наук України
- 2017 — подяка прем'єр-міністра України — «за вагомий особистий внесок у забезпечення розвитку агропромислового комплексу, багаторічну сумлінну працю та високий професіоналізм»
- 2018 — дворічна державна стипендія Президента України видатним діячам науки
- 2018 — почесна відзнака Національної академії аграрних наук України
- 2023 — пам'ятна медаль «100 років Національній академії аграрних наук України» — «з нагоди 85-річчя»
- 2023 — довічна державна стипендія Міністерства освіти і науки України
- грамота Українського товариства генетиків і селекціонерів імені М. І. Вавилова
- медалі ВДНГ
- нагрудний знак «За заслуги перед Київщиною»
- занесення до «Золотого фонду Білої Церкви»
- Почесна громадянка Білої Церкви[6][4]